# Rue Dalayrac (Paris)
Pour les articles homonymes, voir Rue Dalayrac.
La rue Dalayrac est une voie située dans le 2e arrondissement.

## Origine du nom
La dénomination de la voie est un hommage au compositeur Nicolas Dalayrac (1753-1809).

## Historique
Cette rue a été ouverte en 1826 en même temps que la rue Marsollier comme rue de pourtour de l'Opéra-Comique (salle Ventadour) qui fut construit cette année-là sur l'ancien emplacement de l'ex-hôtel de Lionne. Elle reçut en 1829 le nom du compositeur Nicolas Dalayrac.
La salle Ventadour abrite désormais le restaurant de la Banque de France.

## Pour approfondir